# Fressenneville
Fressenneville è un comune francese di 2 300 abitanti situato nel dipartimento della Somme nella regione dell'Alta Francia.

## Società

### Evoluzione demografica
Abitanti censiti